# Guadalajara Open 2024 - Qualificazioni singolare
Le qualificazioni del singolare del Guadalajara Open 2024 sono state un torneo di tennis preliminare per accedere alla fase finale della manifestazione disputate il 7 e 8 settembre 2024. Le vincitrici dell'ultimo turno sono entrate di diritto nel tabellone principale. In caso di ritiro di una o più giocatrici aventi diritto a queste sono subentrati le lucky loser, ossia le giocatrici che hanno perso nell'ultimo turno ma che avevano una classifica più alta rispetto alle altre partecipanti che avevano comunque perso nel turno finale.

## Teste di serie
1. Julia Riera (primo turno)
2. Sachia Vickery (ultimo turno, lucky loser)
3. Maya Joint (ultimo turno)
4. Rebecca Marino (ultimo turno)
5. Emiliana Arango (primo turno)
6. Taylah Preston (ultimo turno)

1. Kimberly Birrell (qualificata)
2. Alex Eala (qualificata)
3. Olivia Gadecki (qualificata)
4. Lucrezia Stefanini (qualificata)
5. Kayla Day (primo turno)
6. Elizabeth Mandlik (ultimo turno)

## Qualificate
1. Alex Eala
2. Lucrezia Stefanini
3. Olivia Gadecki

1. Aleksandra Krunić
2. Ena Shibahara
3. Kimberly Birrell

### Lucky loser
1. Sachia Vickery

## Tabellone

### Sezione 1
|  | Primo turno | Primo turno            | Primo turno            | Primo turno | Primo turno |  |  | Ultimo turno | Ultimo turno           | Ultimo turno           | Ultimo turno | Ultimo turno |  |
|  |             |                        |                        |             |             |  |  |              |                        |                        |              |              |  |
|  | 1           | Julia Riera            | Julia Riera            | 65          | 5           |  |  |              |                        |                        |              |              |  |
|  |             | Samantha Murray Sharan | Samantha Murray Sharan | 7           | 7           |  |  |              | Samantha Murray Sharan | Samantha Murray Sharan | 4            | 2            |  |
|  |             | Fanny Stollár          | Fanny Stollár          | 1           | 2           |  |  | 8            | Alex Eala              | Alex Eala              | 6            | 6            |  |
|  | 8           | Alex Eala              | Alex Eala              | 6           | 6           |  |  |              |                        |                        |              |              |  |

### Sezione 2
|  | Primo turno | Primo turno        | Primo turno        | Primo turno | Primo turno |  |  | Ultimo turno | Ultimo turno       | Ultimo turno | Ultimo turno | Ultimo turno |  |
|  |             |                    |                    |             |             |  |  |              |                    |              |              |              |  |
|  | 2           | Sachia Vickery     | 65                 | 7           | 6           |  |  |              |                    |              |              |              |  |
|  |             | Eudice Chong       | 7                  | 5           | 1           |  |  | 2            | Sachia Vickery     | 5            | 6            | 3            |  |
|  |             | Valerija Savinych  | Valerija Savinych  | 1           | 1           |  |  | 10/WC        | Lucrezia Stefanini | 7            | 2            | 6            |  |
|  | 10/WC       | Lucrezia Stefanini | Lucrezia Stefanini | 6           | 6           |  |  |              |                    |              |              |              |  |

### Sezione 3
|  | Primo turno | Primo turno    | Primo turno    | Primo turno | Primo turno |  |  | Ultimo turno | Ultimo turno   | Ultimo turno   | Ultimo turno | Ultimo turno |  |
|  |             |                |                |             |             |  |  |              |                |                |              |              |  |
|  | 3           | Maya Joint     | Maya Joint     | 7           | 7           |  |  |              |                |                |              |              |  |
|  | WC          | Ana Konjuh     | Ana Konjuh     | 63          | 5           |  |  | 3            | Maya Joint     | Maya Joint     | 1            | 3            |  |
|  |             | Tímea Babos    | Tímea Babos    | 2           | 3           |  |  | 9            | Olivia Gadecki | Olivia Gadecki | 6            | 6            |  |
|  | 9           | Olivia Gadecki | Olivia Gadecki | 6           | 6           |  |  |              |                |                |              |              |  |

### Sezione 4
|  | Primo turno | Primo turno        | Primo turno        | Primo turno | Primo turno |  |  | Ultimo turno | Ultimo turno      | Ultimo turno | Ultimo turno | Ultimo turno |  |
|  |             |                    |                    |             |             |  |  |              |                   |              |              |              |  |
|  | 4           | Rebecca Marino     | Rebecca Marino     | 6           | 6           |  |  |              |                   |              |              |              |  |
|  |             | Valerija Strachova | Valerija Strachova | 2           | 4           |  |  | 4            | Rebecca Marino    | 6            | 3            | 4            |  |
|  |             | Aleksandra Krunić  | 6                  | 65          | 6           |  |  |              | Aleksandra Krunić | 3            | 6            | 6            |  |
|  | 11          | Kayla Day          | 4                  | 7           | 3           |  |  |              |                   |              |              |              |  |

### Sezione 5
|  | Primo turno | Primo turno       | Primo turno       | Primo turno | Primo turno |  |  | Ultimo turno | Ultimo turno      | Ultimo turno | Ultimo turno | Ultimo turno |  |
|  |             |                   |                   |             |             |  |  |              |                   |              |              |              |  |
|  | 5           | Emiliana Arango   | Emiliana Arango   | 4           | 1           |  |  |              |                   |              |              |              |  |
|  |             | Ena Shibahara     | Ena Shibahara     | 6           | 6           |  |  |              | Ena Shibahara     | 6            | 64           | 6            |  |
|  | WC          | Dimitra Pavlou    | Dimitra Pavlou    | 3           | 3           |  |  | 12           | Elizabeth Mandlik | 3            | 7            | 3            |  |
|  | 12          | Elizabeth Mandlik | Elizabeth Mandlik | 6           | 6           |  |  |              |                   |              |              |              |  |

### Sezione 6
|  | Primo turno | Primo turno      | Primo turno      | Primo turno | Primo turno |  |  | Ultimo turno | Ultimo turno     | Ultimo turno | Ultimo turno | Ultimo turno |  |
|  |             |                  |                  |             |             |  |  |              |                  |              |              |              |  |
|  | 6           | Taylah Preston   | Taylah Preston   | 6           | 6           |  |  |              |                  |              |              |              |  |
|  |             | Marija Kozjreva  | Marija Kozjreva  | 2           | 4           |  |  | 6            | Taylah Preston   | 3            | 6            | 4            |  |
|  | WC          | Victoria Hu      | Victoria Hu      | 5           | 5           |  |  | 7            | Kimberly Birrell | 6            | 1            | 6            |  |
|  | 7           | Kimberly Birrell | Kimberly Birrell | 7           | 7           |  |  |              |                  |              |              |              |  |